# Piz Roseg
O Piz Roseg com  3 937  m de altura é uma montanha da Cordilheira Bernina  situado  cantão dos Grisões na Suíça. A fronteira coma Itália passa ligeiramente mais a Sul.

## Ascensões
- 28 de Junho de 1865 - primeira ascensão por Adolphus Warburton Moore, Horace Walker e Jakob Anderegg
- 18 de Agosto de 1876 -  areste Norte por Thomas Middlemore
- 14 de Julho de 1881 - face Sul por Damiano Marinelli, Hans Grass e Baptiste Pedranzini